# 白井芳夫
白井 芳夫（しらい よしお、1948年5月1日 - ）は、日本の技術者、実業家。日野自動車代表取締役社長や、豊田通商代表取締役副会長を務めた。藍綬褒章受章。

## 人物・経歴
長野県小諸市で出生後、北海道旭川市に移住。北海道旭川北高等学校を経て、1973年北海道大学大学院工学研究科機械工学専攻修士課程修了、トヨタ自動車工業（現トヨタ自動車）入社。技術畑で商品開発部門を担当し、1997年第2ボデー設計部長に就任。2001年取締役第2開発センター長に昇格。2002年士別車両実験部長。2003年常務役員第1トヨタセンター長。2005年専務取締役技術管理本部長兼商品開発本部長。2007年顧問、日野自動車取締役副社長。2008年から日野自動車代表取締役社長を務め、リーマン・ショック後の世界金融危機下での不況への対応を行った。2013年日野自動車相談役、豊田通商代表取締役副会長。2015年豊田通商顧問。2016年秋の藍綬褒章受章。同年セイコーエプソン取締役。2017年日野自動車顧問、フジクラ取締役。